# Deux pièces pour quintette à vent (Ropartz)
Pour les articles homonymes, voir deux pièces.
Deux pièces pour flûte, hautbois, clarinette, basson et cor est une composition  de Guy Ropartz composée en 1924 et publiée en 1926 par la maison Durand. Elle a été créée en 1927,.

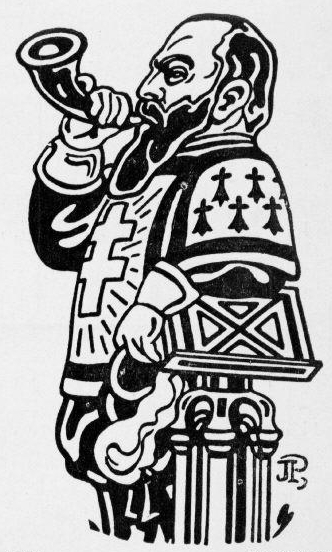
Portrait de Guy Ropartz par Jac Pohier.

## Structure
L'œuvre est écrite pour un quintette à vent classique constitué d'une flûte, d'un hautbois, d'une clarinette, d'un basson et d'un cor et est structurée en deux mouvements de tempo différents :
1. lent. Durée : 4 minutes, 42 secondes[3]
2. Vif. Durée : 4 minutes, 56 secondes

## Discographie sélective
En 1978, il a été enregistré sur LP par le Boehm Quintette pour le label Orion, avec les quintettes à vent de Irwin Bazelon et Franz Danzi. Dans une critique de l'enregistrement parue dans Fanfare, Joel Flegler a décrit l'œuvre comme étant "agréablement inoffensive, de cette manière bien conçue et sans conséquence de toutes les œuvres à vent françaises que j'ai jamais entendues.". La pièce figure également sur le CD de 1998, Woodwind : The Danish Wind Quintet.